# Sertularia nuttingi
Sertularia nuttingi is een hydroïdpoliep uit de familie Sertulariidae. De poliep komt uit het geslacht Sertularia. Sertularia nuttingi werd in 1913 voor het eerst wetenschappelijk beschreven door Levinsen. 